# Alipiusz
Alipiusz – imię męskie pochodzenia greckiego, od alypos – „wolny od bólu”.
Alipiusz imieniny obchodzi 15 sierpnia i 26 listopada.
Znane postaci
- Święty Alipiusz[1] (+430, biskup Tagasty, towarzysz św. Augustyna; wspomnienie 15 sierpnia)